# Grupp A i Europamästerskapet i fotboll för damer 2009
Grupp A i Europamästerskapet i fotboll för damer 2009 spelades mellan den 23 och 29 augusti 2009.

## Tabell
| Nr | Lag           | S | V | O | F | GM | IM | MS | P |
| -- | ------------- | - | - | - | - | -- | -- | -- | - |
| 1  | Finland       | 3 | 2 | 0 | 1 | 3  | 2  | +1 | 6 |
| 2  | Nederländerna | 3 | 2 | 0 | 1 | 5  | 3  | +2 | 6 |
| 3  | Danmark       | 3 | 1 | 0 | 2 | 3  | 4  | −1 | 3 |
| 4  | Ukraina       | 3 | 1 | 0 | 2 | 2  | 4  | −2 | 3 |

## Matcher

### Ukraina mot Nederländerna
| 1 | 23 augusti 2009 14:45 UTC+3 | Veritas Stadion000 Åbo000 |

|  | Ukraina         | 0 – 2                                  | Nederländerna |  |
|  | (0 – 2) Rapport | 4′ Kirsten van de Ven 9′ Karin Stevens |               |  |
|  |                 |                                        |               |  |

|  |  |  |

| Domare: Cristina Dorcioman (Rumänien) Ass. domare: Hege Steinlund (Norge) Helen Karo (Sverige) Fjärdedomare: Christina Westrum Pedersen (Norge) | Publik: 2 571 |  |

### Finland mot Danmark
| 2 | 23 augusti 2009 19:30 UTC+3 | Olympiastadion000 Helsingfors000 |

|                 | Finland         | 1 – 0 | Danmark |  |
| Maija Saari 49′ | (0 – 0) Rapport |       |         |  |
|                 |                 |       |         |  |

|  |  |  |

| Domare: Dagmar Damkova (Tjeckien) Ass. domare: Lada Rojc (Kroatien) Judit Kulcsár (Ungern) Fjärdedomare: Yuliya Medvedeva-Keldyusheva (Kazakstan) | Publik: 16 334 |  |

### Ukraina mot Danmark
| 7 | 26 augusti 2009 17:30 UTC+3 | Finnair Stadium000 Helsingfors000 |

|                          | Ukraina         | 1 – 2                                     | Danmark |  |
| Daryna Apanasjtjenko 62′ | (0 – 0) Rapport | 49′ Camilla Sand Andersen 87′ Maiken Pape |         |  |
|                          |                 |                                           |         |  |

|  |  |  |

| Domare: Gyöngyi Krisztina Gaál (Ungern) Ass. domare: Judit Kulcsár (Ungern) Romina Santuari (Italien) Fjärdedomare: Efthalia Mitsi (Grekland) | Publik: 1 372 |  |

### Nederländerna mot Finland
| 8 | 26 augusti 2009 20:00 UTC+3 | Olympiastadion000 Helsingfors000 |

|                        | Nederländerna   | 1 – 2                           | Finland |  |
| Kirsten van de Ven 25′ | (1 – 1) Rapport | 7′, 69′ Laura Österberg Kalmari |         |  |
|                        |                 |                                 |         |  |

|  |  |  |

| Domare: Jenny Palmqvist (Sverige) Ass. domare: Helen Karo (Sverige) Hege Steinlund (Norge) Fjärdedomare: Christina Westrum Pedersen (Norge) | Publik: 16 148 |  |

### Finland mot Ukraina
| 13 | 29 augusti 2009 17:30 UTC+3 | Olympiastadion000 Helsingfors000 |

|  | Finland         | 0 – 1              | Ukraina |  |
|  | (0 – 0) Rapport | 69′ Ljudmila Pekur |         |  |
|  |                 |                    |         |  |

|  |  |  |

| Domare: Natalia Avdontjenko (Ryssland) Ass. domare: Hege Steinlund (Norge) Maria Sukenikova (Slovakien) Fjärdedomare: Christina Westrum Pedersen (Norge) | Publik: 15 138 |  |

### Danmark mot Nederländerna
| 14 | 29 augusti 2009 17:30 UTC+3 | Lahtis stadion000 Lahtis000 |

|                          | Danmark         | 1 – 2                           | Nederländerna |  |
| Johanna B. Rasmussen 71′ | (0 – 0) Rapport | 58′ Sylvia Smit 66′ Manon Melis |               |  |
|                          |                 |                                 |               |  |

|  |  |  |

| Domare: Jenny Palmqvist (Sverige) Ass. domare: Helen Karo (Sverige) Romina Santuari (Italien) Fjärdedomare: Yuliya Medvedeva-Keldyusheva (Kazakstan) | Publik: 1 712 |  |